# Хоневичи (Свислочский район)
Хоневичи (бел. Ханявічы) — агрогородок в Свислочском районе Гродненской области Белоруссии. Входит в состав и является центром Хоневичского сельсовета. Расположен в 36 км от районного центра города Свислочь.

## Происхождение названия
Существуют версии, что Хоневичи возникли от имени Ханок, а также  от слова «хан», употребляемого в татарских поселениях, которые здесь возникли в период княжества Витовта. В то же время среди местных жителей из поколения в поколение передается легенда, что название Хоневичи пошло от имени княгини Хонева, в честь которой назвал поселение её отец.

## История
Первое упоминание о Хоневичах датируется 1897 годом, тогда они входили в состав Лысковской волости. В населенном пункте насчитывалось 30 дворов, проживало 223 жителя. В 2003 году здесь было 209 дворов, где жил 551 человек. По состоянию на начало этого года в Хоневичах зарегистрировано 506 человек, из них 83 – детей, трудоспособного возраста – 314 и пенсионного – 109.
15 ноября 1971 года в состав населенного пункта Хоневичи вошла деревня Новики.
В 2006 году Хоневичи получили статус агрогордка.

## Инфраструктура
В Хоневичах имеются аптека, комплексно-приемный пункт, амбулатория, сельский Дом культуры, библиотека, центр краеведения, почтовое отделение, пожарный аварийно-спасательный пост. Функционируют  продовольственный и промышленный магазины, закусочная и частный ларек. В агрогородке имеются средняя общеобразовательная школа и детский сад
Здесь функционирует сельскохозяйственное предприятие ОАО «Хоневичи», которое является одним из валообразующих сельхозпредприятий на Свислоччине. Оно было организовано в 1949 году. Изначально это был колхоз имени Чкалова, который в 2004 году объединен с СПК «Кукличи». В настоящее время за хозяйством закреплено 7184 га сельскозяйственных угодий, в том числе 5165 га пашни. Среднегодовая численность работников в 2012 году составила 363 человека. Специализируется хозяйство в мясо-молочном направлении, выращивании зерновых культур и маслосемян рапса. ОАО «Хоневичи» располагает машинно-тракторным парком, который насчитывает 43 трактора, 35 автомобилей, 15 зерноуборочных комбайнов. Кроме того, в хозяйстве имеются свиноводческий комплекс на 24 тысячи голов, 2 фермы по выращиванию молодняка КРС, 4 молочнотоварные фермы, одна из которых на 777 голов введена в строй в декабре 2012 года.

## Культура
- Историко-краеведческий музей ГУО " Учебно-педагогический комплекс Хоневичский детский сад-средняя школа"

## Достопримечательность
В центре агрогородка размещается братская могила советских воинов, партизан и жертв фашизма. В ней захоронено 75 воинов и 1 партизан. В 1966 году на могиле установлен памятник-скульптура: воин и партизанка.